# Проскинеза
Проскинеза (грец. προσκύνησις, лат. adoratio) — уклін до землі (з подальшим цілуванням ноги); форма вітання царя, прийнята у Стародавній Персії.
Здійснюючи проскинезу (добровільний акт привітання царя), людина підвищувала тим самим своє становище і гідність, наближаючись до царя.
При спробі впровадити проскинезу серед свого оточення Александр Македонський спіткав шалений опір. У демократичному суспільстві еллінів і македонян цей акт сприймався як приниження їх гідності, тому спроба провалилася.

## Богослів'я
Проскинеза — поклоніння перед кимось або чимось значущим в нашому, людському житті, в нашій людській атмосфері. Потрібно розділяти дві речі, які грецькою мовою чітко виражені двома поняттями. Є таке грецьке слово «Латре» — служіння або поклоніння, а є «проскінесіс», який теж перекладається таким же чином. Але коли ми говоримо про «Латре», то ми говоримо про богопоклоніння. Коли ж ми говоримо про мощі чи про ікони, то — «проскінісіс». Тобто це якесь вже службове поклоніння. Чи не поклоніння Богу, не таке, як Богу, а поклоніння в тому сенсі, що ми схиляємося перед величчю, перед святістю цієї людини.